# Trichantherinae
Trichantherinae Benth. & Hook.f., 1876 è una sottotribù di piante angiosperme appartenenti alla famiglia delle Acantacee.

## Etimologia
Il nome della sottotribù deriva dal suo genere tipo Trichanthera Kunth, 1818 che a sua volta deriva da due parole greche: trichos (= peli) e anthos (= fiore), ossia "fiori pelosi".
Il nome scientifico della sottotribù è stato definito dai botanici inglesi George Bentham (22 settembre 1800 – 10 settembre 1884) e Joseph Dalton Hooker (Halesworth, 30 giugno 1817 – Sunningdale, 10 dicembre 1911) nella pubblicazione "Genera Plantarum ad exemplaria imprimis in herbariis Kewensibus - 2: 1062, 1064. 1-16 Mai 1876" del 1876.

## Descrizione

### Portamento
Il portamento delle specie di questa sottotribù in genere è arbustivo o formato da alberi (fino a 20 metri di altezza con Bravaisia integerrima). In genere sono specie sempreverdi. I fusti (a volte verdi o giallastri in Sanchezia) possono avere una sezione quadrangolare a causa della presenza di fasci di collenchima posti nei quattro vertici (anche il rachide dell'infiorescenza può essere quadrangolare). Nelle varie parti vegetative sono presenti dei glicosidi fenolici spesso in composti iridoidi, alcaloidi e diterpenoidi; sono presenti inoltre i cistoliti.

### Foglie
Le foglie, picciolate (il picciolo alla base può essere alato), lungo il fusto hanno una disposizione opposta (due per nodo). La lamina è semplice con forme da largamente lanceolate a oblungo-lanceolate o oblungo-ellittiche e margini interi (o eventualmente crenato-ondulati). L'apice normalmente è appuntito. In alcune specie la consistenza è coriacee e il colore è verde intenso con nervature bianche o giallo pallido.

### Infiorescenze

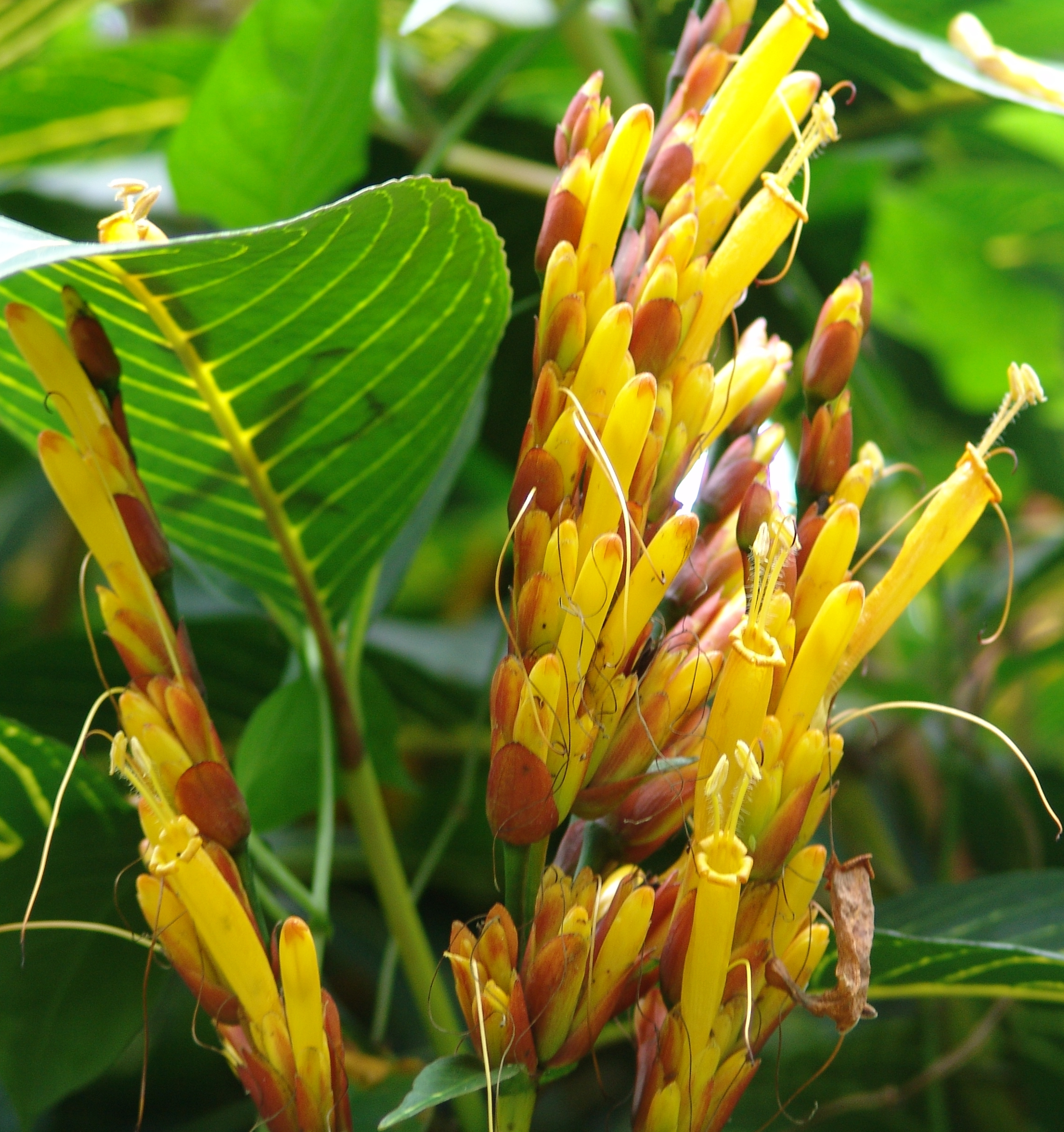
Infiorescenza
Sanchezia nobilis

Le infiorescenze sono formate da grappoli di fiori in posizione terminale (spighe apicali, tirsoidi, racemi o corimbi). I fiori sono peduncolati. Nell'infiorescenza sono presenti anche delle brattee grandi e colorate (rosse in Sanchezia). In alcune specie le infiorescenze sono unilaterali.

### Fiori

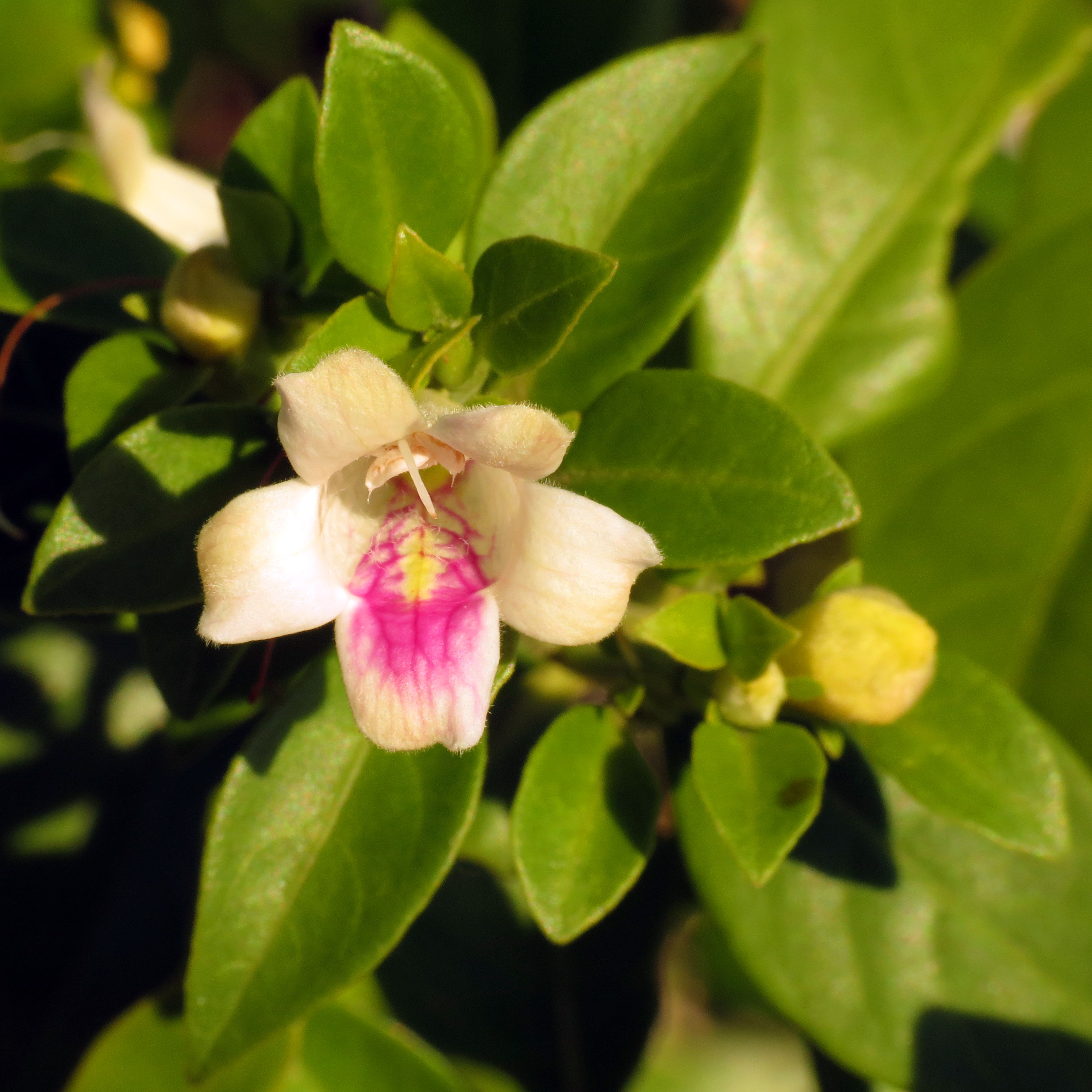
I fiori
Bravaisia berlandieriana

I fiori sono ermafroditi e zigomorfi; sono inoltre tetraciclici (ossia formati da 4 verticilli: calice– corolla – androceo – gineceo) e pentameri (i verticilli del perianzio hanno più o meno 5 elementi ognuno).
- Formula fiorale:[12]

X, K (5), [C (2+3), A 2+2 o 2] G (2/supero), capsula
- Il calice, gamosepalo, è formato da 5 lobi (In Louteridium i lobi sono tre[16]). I lobi sono più o meno uguali (calice attinomorfo). Il calice può essere pubescente (per peluria biancastra).

- La corolla, gamopetala, è formata da un tubo (in alcune specie è tipo imbutiforme) che si allarga gradualmente o improvvisamente in 5 lobi uguali o subuguali con forme più o meno uguali ovali. A volte il lobo inferiore è ingrandito e quindi il fiore si presenta leggermente asimmetrico (forma attinomorfa). La corolla può avere delle gibbosità e/o i lobi possono essere contorti. I fiori sono larghi 3 cm (Bravaisia) o più grandi. Il colore della corolla è biancastro con macchie viola, verde pallido con venature verdi, rosso, rosa, giallo o arancio.

- L'androceo è formato da 2 stami fertili e altri due staminoidi filiformi (generalmente più interni alla corolla). In Suessenguthia e Louteridium gli stami fertili sono 4 didinami.[17] I filamenti, villosi, sono adnati alla corolla. Le antere sono incluse o sporgenti dalla corolla; hanno due teche parallele, con forme ovate-oblunghe. In alcune specie sono presenti delle appendici. I polline normalmente è tricolpoporato. È presente un disco nettarifero.

- Il gineceo è formato da un ovario supero bicarpellare (a due carpelli connati - ovario sincarpico) e quindi biloculare con forme da oblunghe a obovoidali. La placentazione in generale è assile. Ogni loggia può contenere più ovuli (fino a 12 in Louteridium). Gli ovuli possono essere anatropi o campilotropi con un solo tegumento e sono inoltre tenuinucellati (con la nocella, stadio primordiale dell'ovulo, ridotta a poche cellule).[18] Lo stilo è filiforme, semplice, lungo (sporge dalla corolla) e snello, con un solo stigma. In Sanchezia lo stilo è giallo e lo stigma è rosso.

### Frutti
I frutti sono delle capsule con forme oblunghe. I semi, da 6 a 8, hanno delle forme circolari e appiattite. I semi sono provvisti di un funicolo persistente (il retinacolo è incurvato o uncinato). L'endosperma in genere è assente. La deiscenza dei frutti è elastica (derivata dalla particolare placentazione dell'ovario).

## Biologia
Le specie di questo raggruppamento si riproducono per impollinazione tramite insetti quali api, vespe, falene e farfalle (impollinazione entomogama), ma anche tramite uccelli quali colibrì (impollinazione ornitogama) o anche pipistrelli (i fiori del genere Louteridium si aprono al crepuscolo e cadono dalle piante al mattino successivo)..
La dispersione dei semi avviene inizialmente a causa del vento (dispersione anemocora); una volta caduti a terra sono dispersi soprattutto da insetti tipo formiche (mirmecoria). Sono possibili anche dispersioni tramite altri animali (dispersione zoocora).

## Distribuzione e habitat
La distribuzione delle specie di questa sottotribù è prevalentemente sudamericana con habitat tropicali (sottobosco delle foreste pluviali a basse altitudini, oppure zone umide e sabbiose).

## Tassonomia
La famiglia delle Acanthacee comprende 208 generi con oltre 4.500 specie. La famiglia è suddivisa in 4 sottofamiglie; la sottotribù Trichantherinae  appartiene alla sottofamiglia Acanthoideae (tribù Ruellieae) caratterizzata soprattutto dalla presenza di cistoliti nelle foglie e del retinacolo nei semi.

### Generi
La sottotribù si compone di 6 generi e circa 70 specie:
- Bravaisia DC. (3 spp.)
- Louteridium S.Watson (11 spp.)
- Sanchezia Ruiz & Pav. (45 spp.)
- Suessenguthia Merxm. (8 spp.)
- Trichanthera Kunth (2 spp.)
- Trichosanchezia Mildbr. (1 spp.)

### Filogenesi

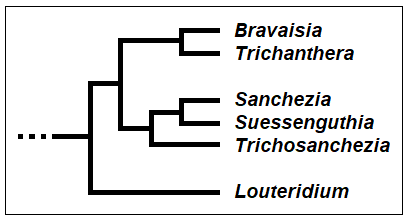
Cladogramma della sottotribù

Nell'ambito della tribù Ruellieae la sottotribù Trichantherinae occupa da un punto di vista filogenetico una posizione abbastanza centrale. Insieme alla sottotribù Strobilanthinae e al gruppo  Hygrophilinae+(Petalidiinae+Mimulopsidinae) formano una "politomia basale" all'interno delle Ruellieae.
Il gruppo Trichantherinae è caratterizzato, geograficamente, all'areale neotropicale con habitus arbustivo e arboreo. All'interno della sottotribù la ramificazione filogenetica, dai primi gruppi più divergenti a quelli più annidati, individua il genere Louteridium come "gruppo fratello" dei restanti cinque generi, i generi Trichanthera + Bravaisia "gruppo fratello" dei restanti tre generi, e infine Trichosanchezia "gruppo fratello" di Sanchezia + Suessenguthia. 
Le specie del genere più divergente (Louteridium) si distinguono per i quattro stami fertili (se gli stami fertili sono due allora sono presenti altri due staminoidi), per il calice a tre parti, e per il particolare polline, di grandi dimensioni, sferico e dotato di protuberanze (verruche) multiple. Questi due ultimi caratteri sono sinapomorfi per il genere. 
I cinque generi rimanenti (Trichanthera, Bravaisia, Trichosanchezia, Sanchezia e Suessenguthia) formano un clade sostenuto fortemente sia dalle analisi del DNA che dalla particolare morfologia del polline (i grani sono bicolpoporati con numerose bande di pseudocolpi tra le aperture). Il gruppo Trichanthera+Bravaisia è caratterizzato dalla forma di crescita arborea con piante che raggiungono i 20 metri di altezza. 
L'ultimo gruppo (Trichosanchezia e Sanchezia+Suessenguthia) condivide la forma del polline e uno sviluppo più arbustivo che arboreo (grandi arbusti ma mai alberi). 
I generi Sanchezia e Suessenguthia si distinguono dal genere Trichosanchezia in quanto spesso (ma non sempre) hanno brattee grandi e dai colori vivaci. 
Alcune analisi filogenetiche suggeriscono che il genere Suessenguthia è parafiletico e che il genere Sanchezia è monofiletico e annidato al suo interno. I due generi hanno molte somiglianze morfologiche, ma le specie di Suessenguthia hanno 4 stami fertili con annesse appendici (contro 2 stami fertili, non utilizzati in Sanchezia).
Il cladogramma a lato, tratto dallo studio citato e semplificato, mostra l'attuale conoscenza filogenetica della sottotribù.